# Тимур (село)
Тиму́р (каз. Темір) — село у складі Отирарського району Туркестанської області Казахстану. Адміністративний центр Тимурського сільського округу.
Населення — 3924 особи (2021; 4187 у 2009, 4340 у 1999, 3876 у 1989).